# 高嶋伸欣
高嶋 伸欣（たかしま のぶよし、1942年（昭和17年） - ）は、日本の地理学者。歴史研究家。琉球大学名誉教授。

## 略歴
1942年（昭和17年）、東京に生まれる。1964年（昭和39年）、東京教育大学文学部卒業。1968年（昭和43年）、同大学院文学研究科地理学専攻修士課程修了。大学院では家永三郎らに師事した。1968年（昭和43年）4月より東京教育大学附属高等学校（現・筑波大学附属高等学校）社会科教員に着任。
この間、日本の近現代史に関する教材研究をきっかけとして、1975年（昭和50年）より主に日本教職員組合の組合員教師を対象とした東南アジアの近代史をたずねる「マレー半島戦争追体験の旅」などを主宰した。マレーシアにおける日本軍の住民弾圧を体験者と主張する者の証言を集めたとし、それを交えて記録に残した。また、こうした活動に関連して1992年（平成4年）に執筆を担当した高校教科書に対する検定意見をめぐり、10年以上に及ぶ教科書裁判を国と争った。
1996年（平成8年）、附属高校教員を退職し、琉球大学教育学部教授に就任。2008年（平成20年）、同大を定年退職、同大名誉教授、非常勤講師。
西田敏行、山田洋次、黒柳徹子らと共に「平和のための戦争展」（日本中国友好協会主催）の呼びかけ人を務めている。

## 教科書について

### 教科書裁判
筑波大学附属高校教員時代の1992年（平成4年）、一橋出版から1994年（平成6年）度以降用いられる新教育課程用の教科書『新高校現代社会』の近現代史の執筆を担当したが、高嶋が執筆した4箇所の記述について文部省検定官より修正を求められた。これに対し、高嶋と検定官で修正に関する協議が持たれたが、結果的に12月になって高嶋担当分は採用しないとの結論に達し、4箇所の記述を含む記事全てが教科書から削除された。
翌1993年（平成5年）、高嶋は検定官の行為を不服として横浜地方裁判所に提訴。以後、一連の裁判は「横浜（高嶋）教科書訴訟」と呼称される。1995年（平成7年）3月、一審の横浜地裁は被告である国に対し「検定意見には裁量権の逸脱・乱用がある」として、20万円の損害賠償を命じる判決を下した。被告の国は即時抗告し、同年10月二審の東京高裁は地裁の判決を覆して一転、高嶋の訴えを全面的に退けた。続く最高裁でも2005年（平成17年）12月、上告を棄却した。

### 教科書採択問題について
『新しい歴史教科書』や育鵬社の歴史教科書の不採択運動をしており、採択される可能性のある教育委員会に対し、「全国の教科書採択関係者の皆さんに　沖縄からの怒りの声をお届けします」などとし、もし採択した場合は「責任は専らその教育委員会 にある」として裁判も有り得るという内容の手紙を送っている。

#### 教科書の竹島記述についての主張
1974年（昭和49年）、文部省検定を通過した付図について、「尖閣諸島は沖縄返還で話題になったから意識的に表記された」とし、「しかし、竹島は当時問題になっていないし、日本人はずっと関心がなかったので、目立たない程度に表示されているだけだった」と韓国マスコミのインタビューに答えている（しかし日本は竹島問題について1952年（昭和27年）から韓国に対して国際司法裁判所への付託を韓国側に提案してきており、1965年（昭和40年）の日韓基本条約で日本側は竹島問題は紛争処理事項であるとしている）。そしてこれまで竹島を問題としていなかった日本が、近年竹島を領土問題として浮上させた理由は、安倍晋三を中心とした自民党勢力が、票田のために、領土紛争を引き起こしてナショナリズムを拡散させるように島根県をけしかけたものであると主張している（しかし1977年（昭和52年）2月5日には、すでに福田赳夫首相が「竹島は一点疑う余地のない日本固有の領土」と公言している）。民主党政権になっても竹島問題は同じく浮上し続けている点については、「民主党自体が半分は隠れた自民党だから」と主張している。

## 著書

### 単著
- 『八〇年代の教科書問題』新日本出版社〈新日本新書〉、1984年6月。ASIN B000J74R5S。
- 『旅しよう東南アジアへ　戦争の傷跡から学ぶ』岩波書店〈岩波ブックレット no.99〉、1987年9月。ISBN 4-00-003039-6。
- 『教育勅語と学校教育　思想統制に果した役割』岩波書店〈岩波ブックレット no.174〉、1990年11月。ISBN 4-00-003114-7。
- 高嶋伸欣 述『東南アジアから問われる日本の戦争責任　授業実践と生徒の歴史意識 教科書裁判（第三次訴訟控訴審）の証言「意見書」』教科書検定訴訟を支援する全国連絡会、1991年。 - 1991年1月30日、東京高裁での証言を収録。
- 全国労働組合交流センター 編『日本のアジア侵略　歴史とその意味』全国労働組合交流センター〈交流センター・ブックレット 5 別冊・月刊交流センター〉、1993年1月。
- 『教科書はこう書き直された！』講談社、1994年7月。ISBN 4-06-207136-3。
- 高嶋伸欣 編著『写真記録東南アジア　歴史・戦争・日本』 第3巻 マレーシア・シンガポール、ほるぷ出版、1997年3月。ISBN 4-593-09513-1。
- 『ウソとホントの戦争論　ゴーマニズムをのりこえる』学習の友社〈シリーズ世界と日本21 14〉、1999年8月。ISBN 4-7617-1214-7。
- 『拉致問題で歪む日本の民主主義　石を投げるなら私に投げよ』スペース伽耶、2006年7月。ISBN 4-434-07748-1。

### 共著・編著・共編著
- 『マラヤの日本軍　ネグリセンビラン州における華人虐殺』高嶋伸欣・林博史 編・解説、村上育造 訳、青木書店、1989年7月。ISBN 4-250-89018-X。
- 高嶋伸欣 編『いま、なぜ東郷元帥か　資料集』同時代社、1991年8月。ISBN 4-88683-256-3。
- 家永三郎 共著『教科書裁判はつづく』岩波書店〈岩波ブックレット no.447〉、1998年2月。ISBN 4-00-003387-5。
- 安仁屋政昭 共著『「沖縄魂」が語る日本　「四十七番めの日本」から見た「祖国」の危機』黙出版、2000年7月。ISBN 4-900682-49-7。
- 上杉聰、大森明子・高嶋伸欣・西野瑠美子 共著『使ったら危険「つくる会」歴史・公民教科書　子どもを戦争にみちびく教科書はいらない！』明石書店、2005年6月。ISBN 4-7503-2128-1。
- 高嶋伸欣、関口竜一・鈴木晶 共著『マレーシア』梨の木舎〈旅行ガイドにないアジアを歩く〉、2010年12月。ISBN 978-4-8166-1007-3。
- 高嶋伸欣 著「検定官を萎縮させた家永三郎三二年の教科書訴訟」、『週刊金曜日』編集部 編『70年代　若者が「若者」だった時代』金曜日、2012年10月。ISBN 978-4-906605-87-3。
- 高嶋伸欣 著「高嶋〈横浜〉裁判と家永裁判を結ぶ現代的意義」、家永三郎生誕100年記念実行委員会 編『家永三郎生誕100年　憲法・歴史学・教科書裁判』日本評論社、2014年3月。ISBN 978-4-535-52043-1。